# نوبوسوكه كيشي
نوبوسوكه كيشي (باليابانية: 岸 信介 كيشي نوبوسوكه) (13 نوفمبر 1896 - 7 أغسطس 1987) كان سياسي ياباني شغل منصب رئيس الوزراء الياباني لمرتين  وهو جد رئيس وزراء اليابان السابق شينزو آبي.

## روابط خارجية
- نوبوسوكه كيشي على موقع الموسوعة البريطانية (الإنجليزية)
- نوبوسوكه كيشي على موقع مونزينجر (الألمانية)